# 勒福 (卡尔瓦多斯省)
勒福（法語：Le Faulq，法語發音：[lə fo] ⓘ）是法国卡尔瓦多斯省的一个市镇，属于利雪区。

## 地理
勒福（49°13'50"N, 0°19'7"E）面积4.45 平方千米，位于法国诺曼底大区卡爾瓦多斯省，该省份为法国西北部沿海省份，北濒大西洋英吉利海峡，东北与滨海塞纳省以海上边界相接，东临厄尔省，南至奧恩省，西与芒什省接壤。
与勒福接壤的市镇（或旧市镇、城区）包括：布朗日堡、博讷维尔拉卢韦、勒布雷沃当、勒潘、圣皮埃尔-德科尔梅耶。

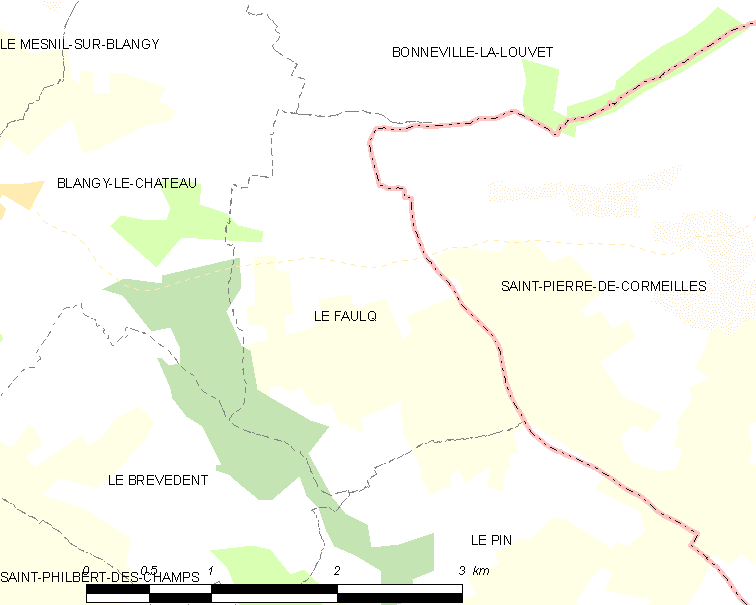
的OSM定位图

勒福的时区为UTC+01:00、UTC+02:00（夏令时）。

## 行政
勒福的邮政编码为14130，INSEE市镇编码为14261。

## 政治
勒福所属的省级选区为蓬莱韦克县。

## 人口

1962-2008年间人口变化图示

勒福于2022年1月1日时的人口数量为325人。